# Go Iwase
Go Iwase (磐瀬 剛 Iwase Gō?, nacido el 28 de junio de 1995 en Kamagaya, Chiba) es un futbolista japonés que se desempeña como defensa en el Thespakusatsu Gunma de la J3 League.

## Trayectoria

### Clubes
| Club                         | País  | Año         |
| ---------------------------- | ----- | ----------- |
| Kyoto Sanga FC               | Japón | 2014 -      |
| J. League sub-22 (cedido)    | Japón | 2014        |
| FC Gifu (cedido)             | Japón | 2016 - 2017 |
| Thespakusatsu Gunma (cedido) | Japón | 2019 -      |

## Estadística de carrera

### J. League
| Club             | Año   | J. League | J. League | Copa J. League | Copa J. League | Total | Total |
| Club             | Año   | Part.     | Goles     | Part.          | Goles          | Part. | Goles |
| ---------------- | ----- | --------- | --------- | -------------- | -------------- | ----- | ----- |
| Kyoto Sanga FC   | 2014  | 4         | 0         | -              | -              | 4     | 0     |
| Kyoto Sanga FC   | 2015  | 22        | 0         | -              | -              | 22    | 0     |
| J. League sub-22 | 2014  | 6         | 0         | -              | -              | 6     | 0     |
| FC Gifu          | 2016  | 30        | 0         | -              | -              | 30    | 0     |
| FC Gifu          | 2017  | 6         | 0         | -              | -              | 6     | 0     |
| Total            | Total | 68        | 0         | 0              | 0              | 68    | 0     |